# (9871) Jeon
(9871) Jeon es un asteroide perteneciente al cinturón de asteroides, región del sistema solar que se encuentra entre las órbitas de Marte y Júpiter, descubierto el 28 de febrero de 1992 por Tetsuya Fujii y el también astrónomo Kazuro Watanabe desde el Observatorio de Kitami, Hokkaidō, Japón.

## Designación y nombre
Designado provisionalmente como 1992 DG1. Fue nombrado por Jeon San-Woon (1928-2018) quien fue un historiador de la astronomía y la tecnología coreanas. Se desempeñó como presidente de la Sociedad Coreana de Historia y Ciencia. También fue profesor invitado en la Universidad de Kioto en Japón y en la Universidad Yonsei en Corea.

## Características orbitales
Jeon está situado a una distancia media del Sol de 2,370 ua, pudiendo alejarse hasta 2,726 ua y acercarse hasta 2,014 ua. Su excentricidad es 0,150 y la inclinación orbital 5,557 grados. Emplea 1332,94 días en completar una órbita alrededor del Sol.

## Características físicas
La magnitud absoluta de Jeon es 13,49. Tiene 3,763 km de diámetro y su albedo se estima en 0,787. 